# Night Diver
〈Night Diver〉是日本男歌手三浦春馬的第2張單曲，於2020年8月26日由A-Sketch發行，同名曲於7月24日先行開放線上下載與串流媒體。鑒於三浦於同年7月18日突然去世，〈Night Diver〉成為了他的遺作。同名主打曲的創作與製作由辻村有記獨自負責，歌曲的曲風為J-Pop與電子舞曲，歌詞以「失戀」為主題，唱出希望改變現狀的糾結並繼續徘徊追求光明。
單曲於發行前後獲得樂評家正面評價，包括讚賞歌曲的旋律以及三浦感覺色彩多變的聲樂。單曲發行首週以超過20萬張實體銷量空降《Oricon公信榜》與日本《告示牌》單曲銷售排行週榜第2位，並分別登上歌曲下載週榜與單曲合算排行週榜等多個榜單前3位。〈Night Diver〉獲日本唱片協會認證為白金唱片，代表實體出貨量達到25萬張或以上。
因應三浦於作品發行前驟逝，本作原訂的現場表演與演唱會等活動全數取消，改為在同年7月24日於朝日電視台音樂節目《MUSIC STATION》特輯進行歌曲的音樂錄影帶首映。以在水舞台起舞為主題的錄影帶獲得正面評價，包括獲讚賞它的構成以及三浦在作品中的優美舞姿。錄影帶於同晚在A-Sketch的YouTube官方頻道公開，截至2021年3月28日已突破5,000萬次播放量。

## 發行背景
2020年4月5日，三浦春馬在官方Instagram舉行的30歲生日紀念直播中公開了於同年初夏發行第2張單曲的消息。單曲收錄由曾為Hey! Say! JUMP、Sexy Zone與欅坂46等偶像組合提供歌曲的前樂隊HaKU成員辻村有記所創作的主打歌〈Night Diver〉，以及由三浦本人首次挑戰詞曲創作的歌曲等總共3首新曲。三浦在同年秋天於東京跟大阪舉行的首次演唱會「Haruma Miura『Show Case Live 2020』」消息亦於同時公布。
7月1日，三浦的官方網站公開單曲的發行日期與收錄內容等詳情，當中包括宣佈收錄三浦親自創作的c/w曲〈You & I〉。單曲的初回限定版附贈的DVD收錄同名主打曲〈Night Diver〉的音樂錄影帶、〈YOU〉的錄音室原音樂現場表演，以及收錄歌曲錄製與音樂錄影帶拍攝等片段的製作紀錄片，而通常版則附送特別拍攝的照片集。單曲的兩版本封面其後在7月10日公開，並同時公布演唱會因2019冠状病毒病疫情風險而決定改為無觀眾線上舉行的消息。
因應三浦於同年7月18日驟逝，唱片公司A-Sketch在7月23日宣布單曲按原訂計劃在8月26日發行，並在7月24日先行開放同名曲的線上下載與串流媒體。唱片公司表示：「我們認為作為『表現者』的三浦春馬在音樂領域的新表現、誕生的歌曲靈魂是不會消失的，因此這張單曲如期發行是非常重要。」單曲的部分收入也會通過非牟利組織「Friends Without a Border JAPAN」捐贈至老撾的「Laos Friends兒童醫院」，三浦生前也一直支持該組織的慈善活動「Act Against AIDS」。

## 詞曲
〈Night Diver〉由辻村有記作曲、填詞、編曲兼製作，音樂風格為J-Pop跟電子舞曲。歌曲以G大調創作，每分鐘達123拍，全長3分23秒。三浦春馬在歌曲的音域從最低的E3到最高的C5。歌曲的副歌以簡單的旋律組成，並以三浦的聲樂作為歌曲的中心。
歌曲以「失戀」為主題，歌詞表達出後悔與悲觀的心情，並描述希望改變現狀的糾結。歌曲亦帶有「告訴自己不能再這樣下去，將吐露苦水的夜晚不斷循環，為這顆軟弱的心賦予一個活下去的理由」的歌詞，唱出繼續徘徊追求光明的希望。

## 專業評價
《Real Sound》的榑林史章讚賞〈Night Diver〉是一首「充滿敲擊感的電子舞曲，並擁有與夏夜氣氛相稱的聲音」。他亦指三浦於主歌有如呢喃般的聲樂表現新鮮，而嘆息聲跟快速歌詞交壘的導歌感覺幽默，副歌部分的聲樂則有如展現廣闊世界般格局寬大，讚賞三浦於歌曲出表現出色彩豐富的聲樂，感受出他作為歌手的進化。
《搖滾生活》的編輯讚賞歌曲擁有簡單而易記的副歌旋律，認為能夠讓聽眾覺得琅琅上口，並展現出「帥氣」的印象。他亦讚賞三浦在歌曲裡的聲樂，認為他的聲樂就有如歌名般在節奏裡輕快暢泳，並讓歌曲的整體節奏顯得更加出色。他其後亦把歌曲評為2020年最佳歌曲的第9位，讚賞歌曲是一首提示出流行樂嶄新可能性的深刻作品。

## 商業成績
在《Oricon公信榜》，〈Night Diver〉在開放線上下載與串流媒體後最高曾登上歌曲下載排行日榜第1位，其後在發行次週以27,046首下載量登上週榜第2位的最高位置，並同樣憑著535萬次播放量登上串流排行週榜第3位。單曲在實體發行首週以204,238張銷量空降單曲銷售排行榜第2位，並同樣登上單曲合算排行週榜第2位。受單曲的實體發行帶動，作品的3首收錄曲〈You&I〉、〈ONE〉與〈Night Diver〉曾分別獨佔單曲下載日榜前3位，其後〈You&I〉與〈ONE〉分別登上週榜第4位跟第5位，而〈Night Diver〉則再次升上第2位的最高位置。
在日本《告示牌》，〈Night Diver〉在開放線上下載與串流媒體首週空降歌曲下載排行週榜第3位，並在次週登上串流排行週榜第4位的最高位置。單曲在實體發行首週空降單曲銷售排行榜第2位，並登上百強單曲榜第2位，而〈You&I〉跟〈ONE〉亦分別空降百強單曲榜第34位跟第67位。受單曲的實體發行帶動，3首收錄曲〈You&I〉、〈ONE〉與〈Night Diver〉分別獨佔下載榜單的半週速報前3位，其後〈You&I〉跟〈ONE〉分別登上週榜第4跟第6位，而〈Night Diver〉則登上週榜第5位。
〈Night Diver〉其後在2020年10月獲日本唱片協會認證為白金唱片，代表單曲的實體出貨量達到25萬張或以上。

## 音樂錄影帶

音樂錄影帶的其中一幕，展現出三浦與舞者在水舞台上起舞的姿態。

〈Night Diver〉的音樂錄影帶由東市篤憲執導拍攝，並由玲架負責動畫設計，以及由曾擔任日高光啟舞者的Kensuke編舞。三浦在錄影帶中身穿白色襯衫與黑色長褲，赤腳在水舞台上與舞者一同起舞，並透過舞步展露出憤怒、發洩以及悲傷多種情緒。
原訂於2020年7月24日朝日電視台音樂節目《MUSIC STATION》特輯的現場表演因三浦的驟逝而取消，但其後因為官方希望「能將三浦最後留下的歌曲和表演永遠留在大家的記憶中」，因而改為在節目上首映歌曲的音樂錄影帶。錄影帶獲得正面的評價，《Real Sound》的榑林史章讚賞錄影帶的構成仿如讓觀眾看著舞台般感受到故事性，而且感覺非常壯觀。《週刊文春》的近田春夫讚賞三浦在錄影帶的表現讓人驚艷，認為他的舉手投足有如放浪兄弟跟韓國偶像般優美，並指出錄影帶有著三浦作為演員時未曾讓人看見的方向性。
A-Sketch在節目播放結束後的同日晚上10時於官方YouTube頻道上公開錄影帶。錄影帶公開半天便錄得超過190萬次播放量，並在一天半後突破600萬次播放量，播放量其後在發佈第四天突破1,000萬次。錄影帶的播放量其後於2021年3月28日突破5,000萬次。

## 歌曲列表
| CD 線上下載 串流媒體 | CD 線上下載 串流媒體 | CD 線上下載 串流媒體 |
| 曲序                 | 曲目                 | 时长                 |
| -------------------- | -------------------- | -------------------- |
| 1.                   | Night Diver          | 3:23                 |
| 2.                   | ONE                  | 4:17                 |
| 3.                   | You & I              | 3:37                 |
| 总时长：             | 总时长：             | 11:17                |

| DVD（初回限定版附送） | DVD（初回限定版附送）      | DVD（初回限定版附送） |
| 曲序                  | 曲目                       | 时长                  |
| --------------------- | -------------------------- | --------------------- |
| 1.                    | Night Diver（Music Video） | 3:35                  |
| 2.                    | YOU（Studio Session）      | 4:17                  |
| 3.                    | 紀錄片Movie（Movie）       | 28:27                 |
| 总时长：              | 总时长：                   | 36:19                 |

## 製作名單
資料來自〈Night Diver〉單曲通常版內頁。
- 約翰·戴維斯（英语：John Davis (producer)）－全母帶處理（大都會母帶錄音室）

| Night Diver - 辻村有記－作曲、填詞、編曲、製作 - 伊藤賢－混音、錄製 - 上甲敬太－錄製 | ONE - 岡嶋奏多－作曲、填詞 - MEG－作曲、編曲、混音、錄製 | You&I - 三浦春馬－作曲、填詞 - 源田爽馬－編曲、混音、錄製 - 伊藤一則（A-Sketch）－聯合編曲、附加製作 |

## 榜單與認證
| 週榜單（2020年）                           | 最高 位置 |
| ------------------------------------------ | --------- |
| 日本（《告示牌》百强单曲榜）               | 2         |
| 日本（《告示牌》百强单曲榜） 〈You&I〉     | 34        |
| 日本（《告示牌》百强单曲榜） 〈ONE〉       | 67        |
| 日本（《告示牌》單曲銷售排行榜）           | 2         |
| 日本（《告示牌》歌曲下載排行榜）           | 3         |
| 日本（《告示牌》歌曲下載排行榜） 〈You&I〉 | 4         |
| 日本（《告示牌》歌曲下載排行榜） 〈ONE〉   | 6         |
| 日本（《告示牌》歌曲串流排行榜）           | 4         |
| 日本（Oricon單曲銷售排行榜）               | 2         |
| 日本（Oricon單曲下載排行榜）               | 2         |
| 日本（Oricon單曲下載排行榜） 〈You&I〉     | 4         |
| 日本（Oricon單曲下載排行榜） 〈ONE〉       | 5         |
| 日本（Oricon歌曲串流排行榜）               | 3         |
| 日本（Oricon單曲合算排行榜）               | 2         |

| 年榜單（2020年）                 | 位置 |
| -------------------------------- | ---- |
| 日本（《告示牌》百强单曲榜）     | 36   |
| 日本（《告示牌》單曲銷售排行榜） | 22   |
| 日本（《告示牌》歌曲下載排行榜） | 41   |
| 日本（《告示牌》歌曲串流排行榜） | 79   |
| 日本（Oricon單曲銷售排行榜）     | 21   |
| 日本（Oricon單曲下載排行榜）     | 39   |
| 日本（Oricon歌曲串流排行榜）     | 81   |
| 日本（Oricon單曲合算排行榜）     | 25   |

| 地區                                  | 认证 | 认证单位/销量 |
| ------------------------------------- | ---- | ------------- |
| 日本（日本唱片協會）                  | 白金 | 250,000^      |
| *僅含認證的實際銷量 ^僅含認證的出貨量 |      |               |

## 資料來源
1. 1 2 3  . ナタリー. 2020-04-05  [2021-04-04]. （原始内容存档于2020-12-28） （日语）.
2. 1 2 3  . Spice. 2020-07-01  [2021-04-04]. （原始内容存档于2020-11-01） （日语）.
3. ↑  . M-on!. 2020-07-11  [2021-04-04]. （原始内容存档于2020-12-20） （日语）.
4. 1 2 3  . 迷迷音. 2020-07-23  [2021-04-04]. （原始内容存档于2021-01-15） （中文（臺灣））.
5. ↑  . .   [2021-04-04]. （原始内容存档于2021-04-22） （日语）.
6. 1 2 3  榑林史章. . Real Sound. 2020-07-29: 1  [2021-04-04]. （原始内容存档于2021-01-01） （日语）.
7. ↑  . Tunebat.   [2021-04-04] （英语）.
8. ↑  . KeyTube.   [2021-04-04]. （原始内容存档于2021-04-22） （日语）.
9. 1 2 3  . ロッキン・ライフ. 2020-07-27  [2021-04-04]. （原始内容存档于2020-11-26） （日语）.
10. ↑  . エンタMEGA. 2020-07-24  [2021-04-04]. （原始内容存档于2020-10-31） （日语）.
11. 1 2  溫雅雯. . 鏡週刊. 2020-07-24  [2021-04-04]. （原始内容存档于2021-04-22） （中文（臺灣））.
12. ↑  岡野ケイ. . UtaTen. 2020-08-27  [2021-04-04]. （原始内容存档于2020-11-06） （日语）.
13. ↑  . ロッキン・ライフ. 2020-12-31  [2021-04-04]. （原始内容存档于2021-01-28） （日语）.
14. ↑  . Oricon. 2020-07-25  [2021-04-04]. （原始内容存档于2020-07-26） （日语）.
15. 1 2  . Oricon. 2020-08-05  [2021-04-04]. （原始内容存档于2020-08-07） （日语）.
16. 1 2  . Oricon. 2020-08-05  [2021-04-04]. （原始内容存档于2020-08-06） （日语）.
17. 1 2  . Oricon. 2020-08-25  [2021-04-04]. （原始内容存档于2020-09-02） （日语）.
18. 1 2  . Oricon. 2020-08-25  [2021-05-14]. （原始内容存档于2020-09-02） （日语）.
19. ↑  . Oricon. 2020-08-28  [2021-04-04]. （原始内容存档于2020-08-31） （日语）.
20. 1 2 3  . Oricon. 2020-08-25  [2021-04-04]. （原始内容存档于2020-09-02） （日语）.
21. 1 2  . Billboard Japan. 2020-08-05  [2021-04-04]. （原始内容存档于2020-07-29） （日语）.
22. 1 2  . Billboard Japan. 2020-08-12  [2020-09-07]. （原始内容存档于2020-10-15） （日语）.
23. 1 2  . Billboard Japan. 2020-09-09  [2020-09-07]. （原始内容存档于2021-11-04） （日语）.
24. 1 2 3 4 5  . Billboard Japan. 2020-09-09  [2020-09-07]. （原始内容存档于2020-09-02） （日语）.
25. ↑  . Billboard Japan. 2020-08-28  [2021-04-04]. （原始内容存档于2020-11-13） （日语）.
26. 1 2 3 4  . Billboard Japan. 2020-08-09  [2021-04-04]. （原始内容存档于2022-01-15） （日语）.
27. 1 2  . Recording Industry Association of Japan.   [2021-04-04] （日语）. 在下拉菜单选择“2020年10月”
28. 1 2  . A4A.   [2021-04-04]. （原始内容存档于2021-04-22） （日语）.
29. ↑  みやび. . Techinsight. 2020-07-25  [2021-04-04]. （原始内容存档于2021-04-22） （日语）.
30. ↑  . Oricon. 2020-07-24  [2021-04-04]. （原始内容存档于2020-12-30） （日语）.
31. ↑  榑林史章. . Real Sound. 2020-07-29: 2  [2021-04-04]. （原始内容存档于2020-10-02） （日语）.
32. ↑  近田春夫. . 週刊文春. 2020-09-22  [2021-04-04]. （原始内容存档于2021-01-21） （日语）.
33. 1 2  . ネタとぴ. 2020-07-25  [2021-04-04]. （原始内容存档于2020-09-18） （日语）.
34. ↑  . FRIDAY. 2020-07-29  [2021-04-04]. （原始内容存档于2020-12-23） （日语）.
35. ↑  . スポニチ. 2020-07-29  [2021-04-04]. （原始内容存档于2021-03-20） （日语）.
36. ↑  城島信二. . Social Fill. 2021-03-28  [2021-04-04]. （原始内容存档于2021-03-28） （日语）.
37. ↑   (單曲內頁). 三浦春馬. A-Sketch. 2020-08-26.
38. ↑  . Billboard Japan. 2020-12-04  [2021-04-04]. （原始内容存档于2021-01-20） （日语）.
39. ↑  . Billboard Japan. 2020-12-04  [2021-04-04]. （原始内容存档于2021-01-25） （日语）.
40. ↑  . Billboard Japan. 2020-12-04  [2021-04-04]. （原始内容存档于2021-01-25） （日语）.
41. ↑  . Billboard Japan. 2020-12-04  [2021-04-04]. （原始内容存档于2021-01-25） （日语）.
42. ↑  . Oricon: 3. 2020-12-25  [2021-04-04]. （原始内容存档于2021-01-09） （日语）.
43. 1 2 3  . Oricon.   [2021-04-04]. （原始内容存档于2011-07-16） （日语）.